# Frida Boccara

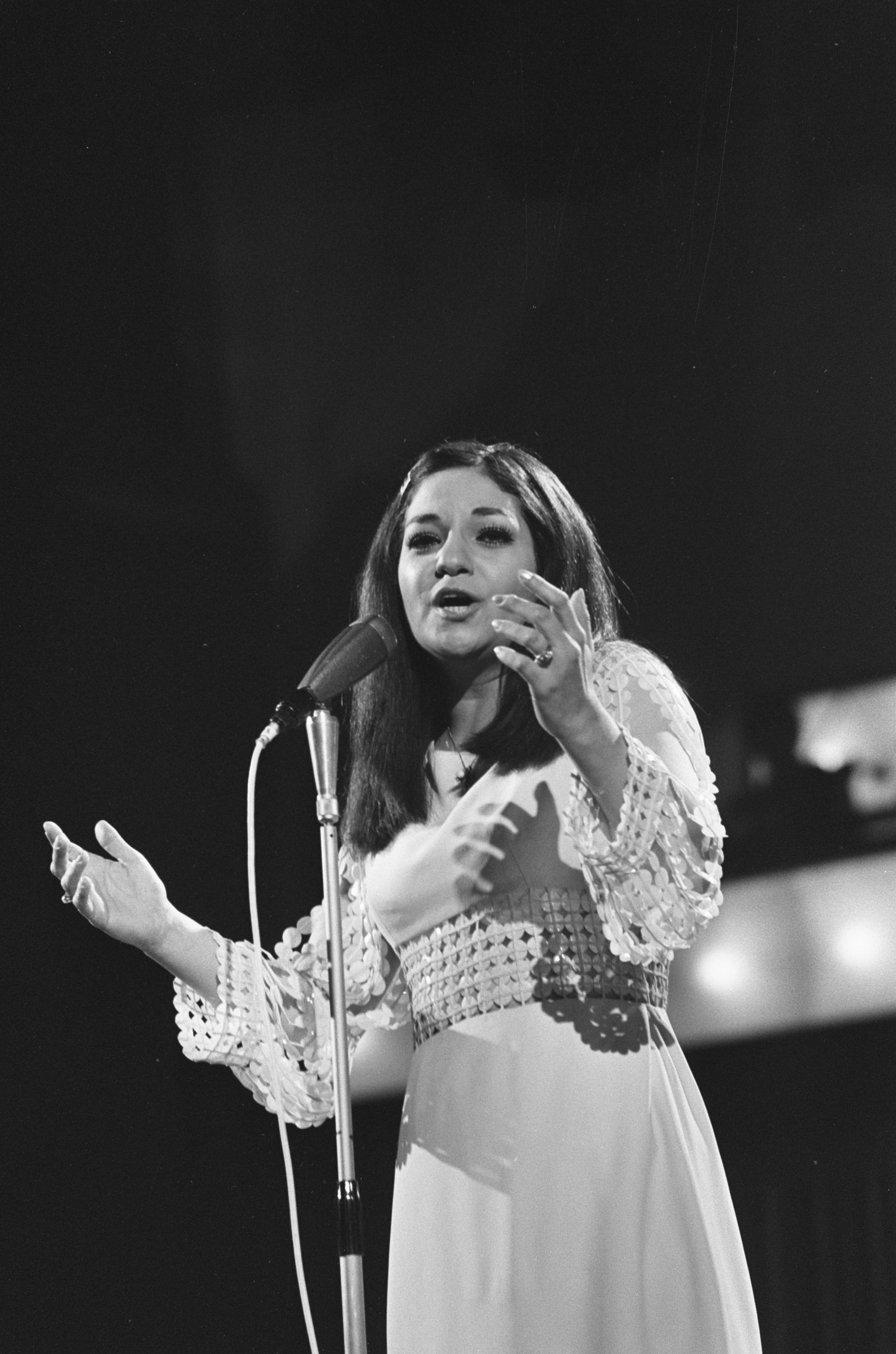
Frida Boccara, 1970

Danielle Frida Hélène Boccara (* 29. Oktober 1940 in Casablanca, Marokko; † 1. August 1996 in Paris, Frankreich) war eine französische Sängerin, deren Familie ursprünglich aus Livorno (Italien) stammte und sich in Tunis, dann in Casablanca niedergelassen hatte.

## Leben
Ihre musikalische Ausbildung erhielt Boccara am Petit Conservatoire de la Chanson der Sängerin Mireille in Paris. Erste Erfolge feierte sie 1960 beim Rose-d’Or-Festival in Antibes. 1969 vertrat sie Frankreich beim Grand Prix Eurovision de la Chanson (Eurovision Song Contest) mit dem Lied Un jour, un enfant, eine Komposition von Émile Stern, und gewann punktgleich mit drei weiteren Sängerinnen. Weitere internationale Erfolge waren Les Moulins de mon cœur (von Michel Legrand; eine englischsprachige Version, The Windmills of my Mind, machte Dusty Springfield bekannt) und Cent mille chansons (Komponist Michel Magne). Boccara erhielt für ihre größten Verkaufserfolge zwei Goldene Schallplatten und eine Platinschallplatte. Außer in Frankreich genoss sie vor allem in Spanien große Popularität; auch auf Deutsch, Englisch, Italienisch und Russisch nahm sie Lieder auf.
Ihre aktive Zeit als populäre Sängerin mit jährlichen Schallplattenveröffentlichungen lag zwischen 1960 und 1983. Nach 1988 erschien keine Neuaufnahme mehr. Ihr Mitte der 1970er Jahre geborener Sohn, Tristan Boccara, ist ebenfalls Musiker (Sänger, Komponist, Pianist, Arrangeur) und unter dem Künstlernamen Goldinski aktiv. Frida Boccara starb im Alter von 55 Jahren an einer Lungenentzündung und wurde auf dem jüdischen Teil des außerhalb von Paris gelegenen Cimetière parisien de Bagneux (Lage der Grabstätte: 63. Division, 2. Reihe, 4. Grab) beigesetzt.